# 顾懋萱
顾懋萱，中华人民共和国政治人物、外交官。
1989年，接替范承祚，担任中华人民共和国驻阿尔巴尼亚大使。1992年，由陶苗发接任。